# Cambridge (Ohio)
Cambridge város az USA Ohio államában. Lakosainak száma 10 089 fő (2020. április 1.).

## Népesség
A település népességének változása:
| Lakosok száma | 11 520 | 10 635 | 10 089 |
|               | 2000   | 2010   | 2020   |

## Fontos személyek
- Chris Finch amerikai kosárlabdázó és edző